# 신현태 (1886년)
신현태(申鉉泰, 1886년 10월 28일 ~ ?)는 일제강점기 관료로, 군수, 서기, 도의회 의원으로 활동했다.

## 해방전 활동
경기도 용인 출신이며 1908년에 관립농림학교를 졸업하고 농상공부기수에 임명되었다. 이후 일제 강점기 서기와 군수를 지내고 도의회원으로도 활동했다. 1912년 한국병합기념장을 받았다. 1915년 다이쇼 천황 즉위기념 대례기념장을 받았다. 1918년 군수로 승진해 전라남도 고흥군구에 임명되었다. 1922년부터 경기도 여주, 안성, 이천 군수를 차례로 지냈다.
1928년 쇼와 천황 즉위기념 대례기념장을 받았다. 1933년부터 1937년까지 경기도 도회의원(이천)을 지냈다. 1935년 이천산업사 사장을, 1938년 이천 주조 주식회사 사장을, 4월에 이천 금융조합 조합장을 지냈다. 1939년 매일신보에 실린 “축전첩신년, 기무운장구” 시국광고에 참여했다. 같은해 11월에 열린 기원 2600년 축전 기념식전 및 봉축회에 초대받았고, 기원 2600년 축전 기념장을 받았다.

## 해방후 활동
1946년 주조조합중앙회 회장을 맡았다. 같은해 11월 미군군청에 양조금지령에 반대하는 진정서를 냈다. 1947년 조선주정조합 조합장과 조선주조중앙회 회장을 맡았다.